# Pterolophia tuberculatithorax
Pterolophia tuberculatithorax är en skalbaggsart som beskrevs av Maurice Pic 1926. Pterolophia tuberculatithorax ingår i släktet Pterolophia och familjen långhorningar. Inga underarter finns listade i Catalogue of Life.